# Motorola 68030
Motorola 68020 Motorola 68040
Le Motorola 68030 et sa version économique 68EC030 sont des microprocesseurs CISC 32 bits de la famille m68k de Motorola, produits depuis 1987. Le 68030 est le successeur du Motorola 68020 et fut suivi par le Motorola 68040.

## Caractéristiques techniques
Comme microarchitecture, le 68030 peut s'envisager comme un 68020 avec un cache supplémentaire de 256 octets pour les données et une MMU intégrée. 
Au point de vue matériel, la gravure améliorée permettra d'augmenter encore le cadencement, qui atteindra 50 MHz sur les derniers échantillons. Sur le bus, certains types d'échanges nouveaux (mode burst, permettant l'alimentation ou la vidange d'une ligne de cache par une lecture/écriture de la RAM en mode rafale) font leur apparition. Le cache de données du 68030 fonctionne en mode écriture immédiate (write through), ce qui évite certains problèmes de conflits dans les architectures multiprocesseurs, mais affecte corrélativement les performances. Le 68030 est également le premier processeur de la série à pouvoir accéder à des mots (16 bits) ou longs-mots (32 bits) stockés à des adresses impaires (accès qui, auparavant, provoquait une exception) moyennant une sérieuse dégradation des performances.
Le 68030 perd quelques instructions inutilisées du 68020, et gagne en contrepartie au moins une instruction orientée multi-processeur. Le jeu d'instructions est étendu par l'inclusion d'un sous-ensemble du jeu de la MMU 68851.
La MMU est une version allégée du coprocesseur Motorola 68851 (en). À noter cependant qu'un 68030 n'égale pas un 68020 couplé à un 68851. En effet, la PMMU intégrée au 68030, bien que complètement fonctionnelle, se voit supprimer quelques fonctionnalités avancées (peu utiles). En revanche, une partie de la table de translation de la MMU est logée dans un cache interne, et de nouveaux bits d'état permettent la gestion du cache de données jusqu'ici inexistant.
Les coprocesseurs arithmétiques Motorola 68881 et Motorola 68882 pouvaient être utilisés avec le 68030.

### 68EC030
Une version à prix réduit du 68030, le Motorola 68EC030 (EC pour embedded controller, contrôleur embarqué), a été également produite. Il s'agit d'un 68030 sans la MMU. La série EC plafonne à 40 MHz.

## Utilisations

### ParApple
Pour de très nombreux modèles de sa gamme d'ordinateurs personnels Macintosh, notamment le Macintosh SE/30, les Macintosh II suivant l'original, des Performa et des PowerBook.

### ParAtari
Pour ses ordinateurs personnels Atari TT et Atari Falcon030. Dans ce dernier cas, il s'agit d'une version personnalisée du 68030 dans un boîtier type CMS.

### ParCommodore International
Cartes fille pour Amiga 2000 (la carte mère comportant un 68000) et de base pour les ordinateurs personnels Amiga 3000 et Amiga 4000.

### ParNeXT
Pour la station de travail NeXT Cube.

### ParSharp
Pour son Sharp X68030, dernière génération de sa série X68000, sorti en 1993, comportait un 68030 à 25 Mhz, et 4 Mo de RAM.

### ParSun Microsystems
Pour ses stations de travail Sun-3/80, Sun-3/460, Sun-3/470, Sun-3/480 (famille Sun-3x).